# Paragem de Foz do Rio Mau
A Paragem de Foz do Rio Mau foi uma gare da Linha do Vouga, que servia a zona de Foz, no Distrito de Aveiro, em Portugal.

## História
O troço entre Sernada do Vouga e Foz do Rio Mau entrou ao serviço em 5 de Maio de 1913, enquanto que a secção seguinte, de Rio Mau a Ribeiradio, abriu à exploração em 4 de Novembro do mesmo ano., tendo sido construído pela Compagnie Française pour la Construction et Exploitation des Chemins de Fer à l'Étranger.
Em 1 de Janeiro de 1947, a exploração da Linha do Vouga passou para a Companhia dos Caminhos de Ferro Portugueses. A circulação entre Sernada e Viseu foi encerrada pela empresa Caminhos de Ferro Portugueses no dia 2 de Janeiro de 1990.

## Leitura recomendada
- SILVA, José Ribeiro da; RIBEIRO, Manuel (2007). Os Comboios em Portugal. Volume III 1.ª ed. Lisboa: Terramar - Editores, Distribuidores e Livreiros, Lda. 203 páginas. ISBN 978-972-710-408-6